# Endeis nodosa
Endeis nodosa är en havsspindelart som beskrevs av Hilton, W.A. 1942. Endeis nodosa ingår i släktet Endeis och familjen Endeididae. Inga underarter finns listade i Catalogue of Life.